# Девятьяров, Александр Эдуардович
Александр Эдуардович Девятьяров (род. 12 марта 1985, Москва) — российский театральный деятель, актёр театра и кино. Лауреат национальной театральной премии «Золотая маска 2022», лауреат театральной премии газеты «Московский комсомолец» (2021).

## Биография
Александр Девятьяров родился в 1985 году в Москве, но детство провёл в Калининграде (с 1996 года — Королёв), Московской области. С ранних лет занимался бальными танцами, увлекался театром.
После завершения обучения в школе прошел успешное прослушивание в Школе-студии МХАТ, попал в мастерскую С. И. Земцова и И. Я. Золотовицкого. В 2006 году защитил диплом театрального учебного заведения. Поступил в труппу Российского академического молодёжного театра. На протяжении всей театральной карьеры проявлял интерес к истории театрального искусства, режиссуре театра, технологии художественного оформления спектакля, классической и современной музыке. В своём театре формирует музыкальное оформление для различных спектаклей, пишет и издает электронную музыку.
В 2006 году сатл автором trance проекта Santerna. В 2010 году общественность увидела дебютный альбом «Santerna — All About Twelve». В 2014 проект был закрыт, но сразу же Александр создал новый проект Clameres, ориентированный на progressive/deep house музыку. Выступает в качестве диджея.
В 2022 году удостоен высшей российской театральной премии «Золотая маска» в номинации «Драма/мужская роль второго плана» за роль Пьера в спектакле «Сын».
В 2024 году стал лауреатом первой Московской премии театральных блогеров в номинации «Лучшая мужская роль второго плана» за роль Марка в спектакле «Наташа» в Театре Наций.

## Личная жизнь
Женат, воспитывает двух дочерей.

## Репертуар и театральные роли
Российский академический молодёжный театр:
- 2006 — «Приключения Тома Сойера» М.Твен. Бен Роджерс.
- 2006 —"Золушка" Е.Шварц. Принц.
- 2007 — «Лоренцаччо» Альфред Де Мюссе. Тебальдео, живописец.
- 2007 — «Вишнёвый сад» А. П. Чехов.
- 2007 — «Инь и Ян. Белая версия» / «Инь и Ян. Чёрная версия» Б. Акунин. Вакияку.
- 2007 — «Берег утопии» Т.Стоппард. Трилогия (Трилогия включает три части: «Путешествие», «Кораблекрушение» и «Выброшенные на берег»).
- 2009 — «Принц и нищий» М.Твен. Принц.
- 2009 — «Как кот гулял, где ему вздумается» Р.Киплинг.
- 2010 — «Думайте о нас» Е.Клюев. Сын Его Величества.
- 2010 — «Чехов-GALA» по одноактным пьесам А. П. Чехова.
- 2010 —"Алые паруса" А. Грин.
- 2011 — «Сентиментальные повести» Михаил Зощенко. Забежкин.
- 2012 — «Как я стал идиотом» Мартен Паж. Антуан.
- 2012 — «Ксения Петербургская» Вадим Леванов. Поэт.
- 2013 — «Мушкетеры» Александр Дюма. Кардина́л Ришельё.
- 2014 — «Нюрнберг» Эбби Манн.
- 2014 — «Денискины рассказы» Виктор Драгунский. Мишка Слонов.
- 2016 — «В пылающей тьме» / Антонио Вальехо.

## Работы в кино
- 2005 — «Призвание»;
- 2007 — «Солдаты-12» (эпизод);
- 2007 — «Тайсон» (Лёня);
- 2008 — «Платон» (Иван, солдат);
- 2010 — «Берег утопии» фильм-спектакль;
- 2010 — «Дом солнца» (эпизод);
- 2012 — «Думайте о нас» фильм-спектакль (сын его Величества);
- 2013 — «Мушкетеры» фильм-спектакль (Ришелье);
- 2015 — «Денискины рассказы» фильм-спектакль (Мишка);
- 2022 — «Склифосовский» (10 сезон) (Егор);
- 2023 — «Склифосовский» (11 сезон) (Егор Дмитриевич Разин);

## Награды
- 2021 — лауреат театральной премии газеты «Московский комсомолец» (2021);
- 2023 — лауреат национальной театральной премии «Золотая маска 2022»;
- 2024 — лауреат Московской премии театральных блогеров.